# Mailand–Sanremo 2023
Das Straßenradrennen Mailand–Sanremo 2023 war die 114. Austragung des italienischen Eintagesrennens. Das Rennen fand am 18. März statt und war Teil der UCI WorldTour 2023. Mailand–Sanremo gehört wie die Flandern-Rundfahrt, Paris-Roubaix, Lüttich-Bastogne-Lüttich und Il Lombardia zu den Monumenten des Radsports.
Den Sieg holte der Niederländer Mathieu van der Poel (Alpecin-Deceuninck), nachdem er sich auf den letzten Metern des Schlussanstieges, dem Poggio, von den anderen Favoriten absetzen konnte. Mit einem Rückstand von 15 Sekunden erreicht Filippo Ganna (Ineos Grenadiers) das Ziel, gefolgt von Wout van Aert (Jumbo-Visma).

## Teilnehmende Mannschaften und Fahrer
Neben den 18 UCI WorldTeams nahmen auch 7 UCI ProTeams am Rennen teil. Für jedes Team waren sieben Fahrer startberechtigt.
Neben dem Titelverteidiger Matej Mohorič (Bahrain Victorious), gingen mit Jasper Stuyven (Trek-Segafredo) Wout van Aert (Jumbo-Visma), Julian Alaphilippe (Quick-Step Alpha Vinyl Team), Michał Kwiatkowski (Ineos Grenadiers), Arnaud Démare (Groupama-FDJ), John Degenkolb (Team DSM) und Mark Cavendish (Astana Qazaqstan) sieben weitere ehemalige Sieger des Rennens an den Start.
Als Favoriten galten in erster Linie die endschnellen Klassiker-Spezialisten, die das Rennen sowohl am „Poggio“ als auch in einem Sprint aus einer größeren Gruppe für sich entscheiden konnten. Zu jenen Fahrern zählten Wout van Aert, Christophe Laporte (beide Jumbo-Visma), Mathieu van der Poel (Alpecin-Deceuninck), Julian Alaphilippe und Biniam Girmay (Intermarché-Circus-Wanty). Weiters kamen Matej Mohorič, Jasper Stuyven, Benoît Cosnefroy (AG2R Citroën), Søren Kragh Andersen, Quinten Hermans (beide Alpecin-Deceuninck), Neilson Powless, Magnus Cort Nielsen, Alberto Bettiol (alle EF Education-EasyPost), Attila Valter (Jumbo-Visma) und Iván García Cortina (Movistar) hinzu, die eine Selektion im Finale des Rennens herbeiführen konnten. Der zweimalige Tour-de-France-Sieger Tadej Pogačar (UAE Team Emirates) zählte zu den stärksten Fahrern im Schlussanstieg, konnte sich jedoch ebenfalls auf seine Sprint-Fähigkeiten aus einer kleineren Gruppe verlassen.
Neben den Klassiker-Spezialisten gingen mit Caleb Ewan, Arnaud De Lie (Lotto Dstny), Jasper Philipsen (Alpecin-Deceuninck), Sam Bennett (Bora-hansgrohe), Arnaud Démare, Mads Pedersen (Trek-Segafredo), Mark Cavendish und Bryan Coquard (Cofidis) eine Vielzahl an Sprintern bei dem Rennen an den Start.
Weitere nennenswerte Fahrer der vorläufigen Startliste waren Peter Sagan (TotalEnergies), Pello Bilbao (Bahrain Victorious), Filippo Ganna (Ineos Grenadiers), Jan Tratnik (Jumbo-Visma), Tim Wellens und Alessandro Covi (beide UAE Team Emirates).
| UCI WorldTeams | UCI WorldTeams        | UCI WorldTeams | UCI WorldTeams           | UCI WorldTeams | UCI WorldTeams    | UCI ProTeams | UCI ProTeams                       |
| -------------- | --------------------- | -------------- | ------------------------ | -------------- | ----------------- | ------------ | ---------------------------------- |
| ACT            | AG2R Citroën Team     | GFC            | Groupama-FDJ             | DSM            | Team DSM          | EOK          | Eolo-Kometa Cycling Team           |
| ADC            | Alpecin-Deceuninck    | IGD            | Ineos Grenadiers         | JAY            | Team Jayco AlUla  | GBF          | Green Project-Bardiani CSF-Faizanè |
| AST            | Astana Qazaqstan Team | ICW            | Intermarché-Circus-Wanty | TFS            | Trek-Segafredo    | IPT          | Israel-Premier Tech                |
| TBV            | Bahrain Victorious    | TJV            | Jumbo-Visma              | UAD            | UAE Team Emirates | LTD          | Lotto Dstny                        |
| BOH            | Bora-Hansgrohe        | MOV            | Movistar Team            |                |                   | Q36          | Q36.5 Pro Cycling Team             |
| COF            | Cofidis               | SOQ            | Soudal Quick-Step        |                |                   | TEN          | TotalEnergies                      |
| EFE            | EF Education-EasyPost | ARK            | Team Arkéa-Samsic        |                |                   | TUD          | Tudor Pro Cycling Team             |

## Streckenführung
Erstmals in der Geschichte des Rennens fand der Start nicht in Mailand, sondern im 25 Kilometer entfernten Abbiategrasso statt. Als Grund gab der Veranstalter die Überschneidungen des Klassikers mit der Laufveranstaltung Stramilano an, die einen Tag später in Mailand abgehalten wurde. Mit 294 Kilometern (exklusive der 7,8 km langen neutralisierten Startphase) war Mailand–Sanremo auch im Jahr 2023 das längste Eintagesrennen des UCI-Kalenders. Der weitere Streckenverlauf blieb unverändert, wobei der Poggio di Sanremo die letzte Schwierigkeit der Strecke darstellte.
Der neutralisierte Start erfolgte in Abbiategrasso auf der Viale Serafino Dell'Uomo neben dem Parco Comunale. Anschließend ging es durch die Altstadt, wo auch das Castello Visconteo passiert wurde. Über die SS526 verließen die Fahrer den Startort und fuhren Richtung Süden, ehe das Rennen bei Caselle di Morimondo freigegeben wurde und über Pavia und Tortona durch die Po-Ebene führte. Nach rund 120 Kilometern begann die Straße leicht anzusteigen und führte in den Ligurischen Apennin, wo der Passo del Turchino nach 144,4 gefahrenen Kilometern passiert wurde. Dieser markierte mit einer Höhe von 532 Metern den höchsten Punkt des Rennens, wobei er nur auf den letzten zwei Kilometern Steigungsprozente von über 5 % aufwies. Nun folgte eine rund 12 Kilometer lange Abfahrt, ehe die Fahrer die Italienische Riviera bei Voltri nahe Genua erreichten. Im Anschluss drehte die Fahrtrichtung gen Westen und die Strecke führte entlang der Ligurischen Küste auf der Via Aurelia (SS1) über Varazze und Savona nach Albenga, das nach 229,5 Kilometern durchfahren wurde.
Etwa 50 Kilometer vor dem Ziel folgten drei kurze Anstiege (Capo Mele, Capo Cervo und Capo Berta), ehe es über Imperia nach San Lorenzo al Mare ging, wo der Anstieg auf die Cipressa (234 m) begann. Die Auffahrt war 5,6 Kilometer lang und wies ihre höchsten Steigungsprozente von rund 5 % auf den ersten 3,8 Kilometern auf. Nachdem die Kuppe 21,6 Kilometer vor dem Ziel überquert wurde, führte eine kurze Abfahrt zurück zur SS1, ehe ein rund neun Kilometer langes Flachstück folgte. Über Arma di Taggia ging es zur Einfahrt in die Schlusssteigung des Poggio di Sanremo (160 m), die rechts auf die schmalere Via Duca D'Aosta abzweigte. Mit einer Durchschnittssteigung von 3,7 % auf einer Länge von 3,7 Kilometern war der Poggio die Sanremo zwar eher moderat, doch drei Kehren und Angriffe im Fahrerfeld sorgten meist für eine Selektion im oberen Teil des Anstiegs. Nachdem die Kuppe 5,5 Kilometer vor dem Ziel überquert wurde, ging es in eine technisch anspruchsvolle Abfahrt, die über sechs Kehren und zahlreiche schnelle Kurven zurück auf die SS1 führte. Die letzten 3 Kilometer verliefen auf flachen Straßen durch Sanremo, wobei die Fahrer auf dem letzten Kilometer eine Links- und eine Rechtskurve durchfuhren, ehe sie die Zielgerade auf der Via Roma erreichten, die rund 700 Meter lang war.

## Rennverlauf & Ergebnis
Frühe Rennphase
In der neutralisierten Startphase war Tadej Pogačar (UAE Team Emirates) in einen Sturz verwickelt, konnte das Rennen jedoch fortsetzen. Nachdem das Rennen freigegeben wurde, kam es im Peloton zu mehreren Angriffen. Schlussendlich löste sich nach rund 20 Kilometern eine neunköpfige Gruppe in der Alexandre Balmer, Jan Maas (beide Jayco AlUla), Aljaksandr Rabuschenka (Astana Qazaqstan), Mirco Maestri, Samuele Rivi (beide Eolo-Kometa), Filippo Magli, Alessandro Tonelli (beide Green Project-Bardiani CSF-Faizanè), Negasi Haylu Abreha (Q36.5) und Alois Charrin (Tudor) vertreten waren. Während in erster Linie die Mannschaften Jumbo-Visma und Alpecin-Deceuninck die Nachführarbeit übernahmen, konnte die Spitzengruppe einen Vorsprung von rund drei Minuten herausfahren. In der Auffahrt zum Passo del Tuchino kam es im Hauptfeld zu einem Sturz, in den auch Julian Alaphilippe, Yves Lampaert (beide Soudal Quick-Step), Jasper Philipsen (Alpecin-Deceuninck) und Jonathan Milan (Bahrain Victorious) involviert waren. Die gestürzten Fahrer schlossen jedoch wenig später zum Hauptfeld auf.
Vorentscheidung
Nachdem die Italienische Riviera erreicht wurde, führten auch das UAE Team Emirates und das Team Trek-Segafredo das weiterhin große Hauptfeld an. In der Spitzengruppe fiel zunächst Alois Charrin im Anstieg des Capo Mele zurück, ehe auch Negasi Haylu Abreha am Capo Berta dem Tempo nicht mehr folgen konnte. Beide wurden wenig später vom Hauptfeld eingeholt. Mit Mark Cavendish (Astana Qazaqstan) verlor einer der Top-Sprinter im selben Abschnitt den Kontakt zum Hauptfeld und hatte so mit dem Rennausgang nichts mehr zu tun. Wenige Kilometer später ereignete sich kurz vor dem Einstieg in die Cipressa ein Sturz im Hauptfeld in den auch Sam Bennett (Bora-hansgrohe) involviert, der das Rennen aufgeben musste. Rund 28 Kilometer vor dem Ziel wurden auch die verbliebenen Ausreißer gestellt, ehe die Cipressa in Angriff genommen wurde. Im Anstieg erhöhte das UAE Team Emirates das Tempo, wodurch auch Arnaud De Lie (Lotto Dstny) den Kontakt zum Hauptfeld verlor. Nachdem die Kuppe des Anstiegs überquert worden war, verblieben noch rund 70 Fahrer im Hauptfeld. Im Flachstück zwischen der Cipressa und dem Poggio setzte sich Nils Politt (Bora-hansgrohe) kurzzeitig vom Peloton ab, ließ sich jedoch wenig später wieder einholen.
Finale
Das Team Bahrain Victorious führte in den Poggio und hielt die Geschwindigkeit im unteren Teil hoch. Kurz vor der Hälfte des 3,7 Kilometer langen Anstiegs forcierte Tim Wellens das Tempo, während ihm sein Teamkollege Tadej Pogačar folgte. Nachdem sich das Feld in die Länge gezogen hatte, ließ Matteo Trentin (UAE Team Emirates) an neunter Position liegend eine Lücke aufgehen, wodurch sich die ersten acht Fahrer absetzten konnten. Bei diesen handelte es sich um Tim Wellens, Tadej Pogačar, Søren Kragh Andersen (Alpecin-Deceuninck), Filippo Ganna (Ineos Grenadiers), Mads Pedersen (Trek-Segafredo), Matej Mohorič (Bahrain Victorious), Mathieu van der Poel (Alpecin-Deceuninck) und Wout van Aert (Jumbo-Visma). Kurz darauf griff Tadej  an und einzig Filippo Ganna, Wout van Aert und Mathieu van der Poel konnten ihm folgen. Die entscheidende Attacke lancierte Mathieu van der Poel kurz vor der Kuppe des Poggio. Der Niederländer konnte eine kleine Lücke herausfahren, die er in der anschließenden Abfahrt weiter ausbauen konnte. Mathieu van der Poel kam allein auf der Via Roma an und sicherte sich nach zwei Siegen bei der Flandern-Rundfahrt sein drittes Monument. Dahinter setzte sich Filippo Ganna nach einem langen Sprint gegenüber Wout van Aert und Tadej Pogačar durch. Ihr Rückstand betrug 15 Sekunden, während eine weitere Gruppe elf Sekunden danach das Ziel erreichte.
| Platz | Fahrer               | Nation | Team                  | Zeit                   |
| ----- | -------------------- | ------ | --------------------- | ---------------------- |
| 01.   | Mathieu van der Poel | NED    | Alpecin-Deceuninck    | 6:25:23 h (45,77 km/h) |
| 02.   | Filippo Ganna        | ITA    | Ineos Grenadiers      | + 0:15 min             |
| 03.   | Wout van Aert        | BEL    | Jumbo-Visma           | "                      |
| 04.   | Tadej Pogačar        | SLO    | UAE Team Emirates     | "                      |
| 05.   | Søren Kragh Andersen | DEN    | Alpecin-Deceuninck    | + 0:26 min             |
| 06.   | Mads Pedersen        | DEN    | Trek-Segafredo        | "                      |
| 07.   | Neilson Powless      | USA    | EF Education-EasyPost | "                      |
| 08.   | Matej Mohorič        | SLO    | Bahrain Victorious    | "                      |
| 09.   | Anthony Turgis       | FRA    | TotalEnergies         | "                      |
| 10.   | Jasper Stuyven       | BEL    | Trek-Segafredo        | "                      |
| 11.   | Julian Alaphilippe   | FRA    | Soudal Quick-Step     | "                      |
| 12.   | Davide Ballerini     | ITA    | Soudal Quick-Step     | + 0:32 min             |
| 13.   | Christophe Laporte   | FRA    | Jumbo-Visma           | "                      |
| 14.   | Magnus Cort Nielsen  | DEN    | EF Education-EasyPost | "                      |
| 15.   | Jasper Philipsen     | BEL    | Alpecin-Deceuninck    | "                      |
| 16.   | Caleb Ewan           | AUS    | Lotto Dstny           | "                      |
| 17.   | Marco Haller         | AUT    | Bora-hansgrohe        | "                      |
| 18.   | Nikias Arndt         | GER    | Bahrain Victorious    | "                      |
| 19.   | Matteo Trentin       | ITA    | UAE Team Emirates     | "                      |
| 20.   | Yves Lampaert        | BEL    | Soudal Quick-Step     | "                      |